# 法镇
法镇，是中华人民共和国陕西省汉中市南郑区下辖的一个乡镇级行政单位。

## 行政区划
法镇下辖以下地区：
法镇村、沙坝村、凉水井村、黄家沟村、李子垭村、八宝村、后河村、沙河村、茨坝村、马家岭村、双河村、梓童村、打锣坪村、新房村、水磨村、新店村、曹家坝村、游家河村和硫磺沟村。